# Aeranthes tropophila
Aeranthes tropophila är en orkidéart som beskrevs av Jean Marie Bosser. Aeranthes tropophila ingår i släktet Aeranthes och familjen orkidéer. Inga underarter finns listade i Catalogue of Life.